# Echipa națională de fotbal a Nicaraguei
Echipa națională de fotbal a Nicaraguei reprezintă statul la competițiile internaționale de fotbal și este controlată de Federația de Fotbal din Nicaragua. Este una din cele mai slabe echipe din America Centrală, calificându-se pentru prima dată la Cupa de Aur CONCACAF în 2009.

## Calificări

### Campionatul mondial
- 1930 până în 1990 - nu a participat
- 1994 până în 1998- nu s-a calificat
- 2002 - s-a calificat
- 2006 până în 2014 - [i]nu[/i] s-a calificat

### Cupa de Aur CONCACAF
- 1963 - Prima rundă
- 1965 - nu s-a calificat
- 1967 - locul șase
- 1969 - nu a participat
- 1971 până în  1973 - nu s-a calificat
- 1977 până în  1989 - nu a participat
- 1991 până în  2007 - nu s-a calificat
- 2009 - Prima rundă
- 2011 - nu s-a calificat

## Cupa Națiunilor UNCAF
| Year | Round          | GP | W | D | L | GS | GA |
| ---- | -------------- | -- | - | - | - | -- | -- |
| 1991 | Tur preliminar | 2  | 0 | 0 | 2 | 2  | 5  |
| 1993 | Tur preliminar | 2  | 0 | 0 | 2 | 0  | 8  |
| 1995 | Tur preliminar | 2  | 0 | 0 | 2 | 0  | 7  |
| 1997 | Prima rundă    | 2  | 0 | 0 | 2 | 2  | 11 |
| 1999 | Prima rundă    | 2  | 0 | 0 | 2 | 0  | 2  |
| 2001 | Prima rundă    | 3  | 0 | 0 | 3 | 2  | 19 |
| 2003 | Locul șase     | 5  | 1 | 0 | 4 | 1  | 11 |
| 2005 | Grupe          | 3  | 1 | 0 | 2 | 2  | 9  |
| 2007 | Locul șase     | 4  | 1 | 0 | 3 | 6  | 14 |
| 2009 | Locul cinci    | 4  | 1 | 2 | 1 | 5  | 6  |
| 2011 | Locul șase     | 4  | 0 | 1 | 3 | 2  | 7  |

### Campionatul CCCF
- 1941 - Locul cinci
- 1943 1943 -  Locul patru
- 1946 - Locul șase
- 1948 - nu a participat
- 1951 - locul trei
- 1953 - Locul șase
- 1955 până în 1960 - nu a participat
- 1961 - Locul nouă

### Jocurile Panamericane
- 1951 până în 1971 - nu a participat
- 1979 - Prima rundă
- 1979 până în 1987 - nu a participat
- 1991 - Prima rundă
- 1995 până în 2007 - nu a participat

## Lot
| 1  | P | Denis Espinoza      | 25 august 1983 (41 de ani)    | 19 | 1 | Deportivo Walter Ferretti |  |  |
| 12 | P | Henry Maradiaga     | 5 februarie 1990 (35 de ani)  | 0  | 0 |                           |  |  |
| 22 | P | Erly Méndez         | 19 mai 1988 (36 de ani)       | 0  | 0 |                           |  |  |
|    |   |                     |                               |    |   |                           |  |  |
| 2  | F | Josue Quijano       | 10 martie 1991 (34 de ani)    | 0  | 0 | Nicaragua                 |  |  |
| 5  | F | Erick Téllez        | 28 noiembrie 1989 (35 de ani) | 4  | 0 | Diriangén                 |  |  |
| 6  | F | Manuel Gutiérrez    | 20 ianuarie 1987 (38 de ani)  | 0  | 0 | Diriangén                 |  |  |
| 14 | F | Milton Bustos       | 19 aprilie 1982 (42 de ani)   | 11 | 2 | Xilotepelt                |  |  |
| 17 | F | Felix Zeledón       | 24 noiembrie 1983 (41 de ani) | 11 | 0 | Chinandega                |  |  |
| 20 | F | David Solórzano (c) | 5 noiembrie 1980 (44 de ani)  | 28 | 1 | Diriangén                 |  |  |
|    |   |                     |                               |    |   |                           |  |  |
| 3  | M | Elvis Figueroa      | 18 decembrie 1988 (36 de ani) | 3  | 0 | Managua                   |  |  |
| 4  | M | McPerson Garth      | 22 martie 1992 (33 de ani)    | 1  | 0 | Diriangén                 |  |  |
| 7  | M | Félix Rodríguez     | 27 aprilie 1984 (40 de ani)   | 5  | 1 | Real Estelí               |  |  |
| 8  | M | Norman Eugarrios    | 9 ianuarie 1987 (38 de ani)   | 4  | 0 | Chinandega                |  |  |
| 10 | M | Juan Barrera        | 2 mai 1989 (35 de ani)        | 12 | 1 | Deportivo Walter Ferretti |  |  |
| 11 | M | Axel Villanueva     | 10 august 1989 (35 de ani)    | 3  | 0 | Deportivo Walter Ferretti |  |  |
| 13 | M | Guillermo Padilla   | 24 noiembrie 1993 (31 de ani) | 0  | 0 |                           |  |  |
| 19 | M | Raúl Leguías        | 9 octombrie 1989 (35 de ani)  | 3  | 0 | Managua                   |  |  |
|    |   |                     |                               |    |   |                           |  |  |
| 9  | A | Wilber Sánchez      | 20 octombrie 1979 (45 de ani) | 17 | 0 | Real Estelí               |  |  |
| 15 | A | Norfran Lazo        | 8 septembrie 1990 (34 de ani) | 1  | 0 | Managua                   |  |  |
| 16 | A | Samuel Wilson       | 4 aprilie 1983 (41 de ani)    | ?  | ? | Real Estelí               |  |  |
| 18 | A | Rudel Calero        | 20 decembrie 1982 (42 de ani) | ?  | ? | Real Estelí               |  |  |

## Antrenori
| Nume                                                             | Din             | Până în         |
| ---------------------------------------------------------------- | --------------- | --------------- |
| Octavio Edmundo Salas Urbina                                     | 1941            | ?               |
| Eduardo Kosovic Arhivat în 21 ianuarie 2010, la Wayback Machine. | 1941            | ?               |
| Ferenc Messaro                                                   | 1967            |                 |
| Omar Muraco                                                      | 1969            | 1970            |
| José "Chingolo" Rodríguez                                        | ?               | ?               |
| Omar Zambrana                                                    | ?               | ?               |
| Salvador Dubois Leiva                                            |                 | 1991,1992       |
| Mauricio Cruz Jiron                                              | 1993            | 2001            |
| Mauricio Battistini                                              | 2002            | 2004            |
| Marcelo Javier Zuleta                                            | august 2005     | septembrie 2005 |
| Carlos De Toro                                                   | septembrie 2007 | decembrie 2008  |
| Mauricio Cruz Jiron                                              | December 2008   | octombrie 2008  |
| Ramón Otoniel Olivas                                             | noiembrie 2008  | decembrie 2009  |
| Enrique Llena                                                    | ianuarie 2010 - |                 |